# Grandchain
 Granchain  là một xã thuộc tỉnh Eure trong vùng Normandie miền bắc nước Pháp.